# Rosenørn
Rosenørn er en nulevende dansk højadelig brevadelsslægt.

## Våben
Skjoldet firdelt af blåt og sort, i 1. og 4. felt en med en rød rose belagt sølv-bjælke, i 2. og 3. en kronet guld-ørn, på hjelmen en busk sølv-hejrefjer mellem to røde og yderst to sorte strudsfjer.

## Historie
Slægten nedstammer fra borgmester i Randers Mads Poulsens søn, kancelliråd Peder Madsen (Mathiesen) til Tvilumgård (1635-1706), der benyttedes i forskellige kgl. kommissioner, bl.a. angående den ny matrikel og ryttergodsets indrettelse. Ved våbenbrev af 20. marts 1679 tillagdes der ham navnet Rosenørn og ovennævnte våben.
Han var fader til generalmajor Poul Rosenørn til Meilgård og Katholm (1670-1737) og til oberst Mathias Rosenørn til Åkær og Damsgård (1676-1725), der udmærkede sig i slaget ved Gadebusch og under blokaden af Tønning, idet han viste sig som en tapper og dygtig rytterfører. Den ældste af disse brødre var fader til stiftamtmand i Aarhus, senere justitiarius i Højesteret, overskænk, gehejmekonferensråd og hvid ridder Peder Rosenørn til Katholm og Ulriksholm (1711-1790), hvis søn, stiftamtmand over Fyens Stift, kammerherre Poul Rosenørn til Ulriksholm (1756-1829), var farfader til gehejmekonferensråd Ernst Emil Rosenørn til Voergård (1810-1894). Dennes politiske løbebane begyndte 1855, da han i Varde valgtes til medlem af Folketinget, hvor han havde sæde til 1864 og atter 1866-69. Han var 1869-70 kultusminister i ministeriet Frijs, fra 1879 til sin død kongevalgt medlem af Landstinget, 1862-72, bortset fra sin ministertid, direktør for Landbohøjskolen og 1870-83 overpræsident i København. Hertil kom hvervene som kurator for Vemmetofte Kloster og for Vallø Stift. Det skal endelig nævnes, at han 1875-78 var formand for den store kommission om arbejderforholdene, og at han stod i spidsen for selvbeskatningsorganisationen, som forsvarssagen foranledigede.
Ovennævnte oberst Mathias Rosenørns søn, amtmand over Nykøbing Amt, konferensråd Peder Otto Rosenørn (1708-1751), var fader til major, kammerherre Christian Rosenørn til Hersomgård (1741-1812), der efter at have ægtet besidderinden af stamhuset Nørholm føjede slægtsnavnet Teilmann til sit eget, og til oberstløjtnant, kammerherre Mathias Peder Otto Rosenørn til Katholm (1751-1818). Blandt majorens sønner skal her nævnes stiftamtmand i Aarhus, kammerherre Peder Otto Rosenørn (1778-1828), hvis hustru, Ingeborg Christiane, født Wormskiold (1784-1859), som enke blev overhofmesterinde hos dronning Caroline Amalie, i hvis filantropiske arbejder hun tog virksom del, endvidere stænderdeputeret, oberst, kammerherre Henrik Christian Rosenørn (1782-1847), der efter at have ægtet besidderinden af baronierne Guldborgland og Lehn (se Barner og Lehn) ved patent af 1. april 1826 (resolution af 12. august 1820) optoges i friherrestanden med navnet Rosenørn-Lehn, stænderdeputeret, stiftamtmand i Aarhus Carl Gustav Rosenørn (1784-1858) og endelig den ugifte kaptajnløjtnant i Flåden Thøger Emil Rosenørn (1787-1819), som kæmpede med stor tapperhed mod englænderne under krigen 1807-14.
Den ældste af disse fire brødre var fader til kammerherre Christian Peder Theodor Rosenørn-Teilmann til stamhuset Nørholm (1817-1879), der opgav den juridiske embedsbane for helt at hellige sig stamhuset, som han drev med stor dygtighed, ligesom han indlagde sig fortjenester af den jyske hedeplantning. Valgt til landstingsmand 1859 indtrådte han 1865 som kultusminister i ministeriet Frijs og varetog fra 1866 tillige Justitsministeriet. Han fungerede i disse embeder til henholdsvis 1867 og 1868. Sidstnævnte år blev han kongevalgt landstingsmand. Hans ugifte datter, Ingeborg Kristiane Rosenørn-Teilmann til stamhuset Nørholm (1852-1929), har gjort sig kendt som forfatterinde af forskellige, bl.a. historiske og lyriske arbejder. Nævnte baron Henrik Christian Rosenørn-Lehn var fader til kammerherre, baron Otto Ditlev Rosenørn-Lehn (1821-1892). Denne virkede med iver og dygtighed på de to baronier og var dertil levende interesseret for de bildende kunster, hvilket havde til følge, at han 1870 blev direktør for Den Kongelige Malerisamling og 1871 for Kobberstiksamlingen. Han var tidligere — 1864 — valgt til medlem af Rigsrådets Landsting og tiltrådte 1870 stillingen som udenrigsminister i ministeriet Holstein-Ledreborg. På 4 måneder nær beklædte han denne post i 22 år.
Ovennævnte oberstløjtnant Mathias Peder Otto Rosenørn til Katholm var fader til generalkrigskommissær Peter Otto Rosenørn (1778-1847). Dennes søn, gehejmekonferensråd, kammerherre Mathias Hans Rosenørn (1814-1902), var stiftamtmand på Island, indenrigsminister 1849-51, amtmand over Randers Amt og kommissarius for de jysk-fynske Statsbaner og forskellige jyske privatbaner, i hvilken stilling han udførte et betydeligt arbejde, ligesom han, historisk interesseret og selv forfatter, var han en virksom formand for Personalhistorisk Samfund. Oberstløjtnantens yngre søn, Frederik Ludvig Christian Pentz Rosenørn (1781-1834), blev justitiarius i den vestindiske Landsoverret og senere guvernør på St. Thomas og St. Jan.
Rosenørns Allé i København er opkaldt efter Ernst Emil Rosenørn.